# Boeing C-137 Stratoliner
El Boeing C-137 Stratoliner es un avión de transporte VIP derivado del avión de pasajeros Boeing 707 y es empleado por la Fuerza Aérea de los Estados Unidos, Fuerza Aérea Colombiana y la Fuerza Aérea Brasileña. Una versión del Stratoliner, el VC-137C, se empleó como Air Force One, el avión del Presidente de los Estados Unidos, entre 1967 y 2001.
Otros países también han comprado Boeing 707 nuevos y los han usado para el servicio militar, principalmente como aviones de transporte VIP y como aviones de reabastecimiento en vuelo, similares al C-137. Además, el 707 sirvió como base para numerosas versiones especializadas, como el E-3 Sentry AWACS.
La denominación C-18 se refiere a las variantes basadas en la serie 707-320B/C.

## Desarrollo
La obtención por parte de la USAF de aviones Boeing 707 fue muy limitada, ascendiendo a tres Model 707-153 designados VC-137A. Cuando se entregaron en 1959, tenían cuatro turborreactores Pratt & Whitney J57 (JT3C6) de 6123 kg de empuje en seco; cuando posteriormente fueron remotorizados con turbofán TF33-P-5 (JT3D) de 80,1 kN de empuje en seco, fueron redesignados VC-137B. Solo otra variante sirvió con la USAF: fue el transporte presidencial VC-137C Air Force One, siendo los dos ejemplares del Model 707-320B Intercontinental con mobiliario interior especializado y equipamiento avanzado de comunicaciones. Más tarde, fueron añadidos dos aviones más C-137C no presidenciales.
Para complementar sus VC-137, la USAF convirtió varias células C-135 al estándar VC-135 VIP, y fueron usadas para el transporte de personal, principalmente en el interior de los Estados Unidos.

## Variantes

### C-18

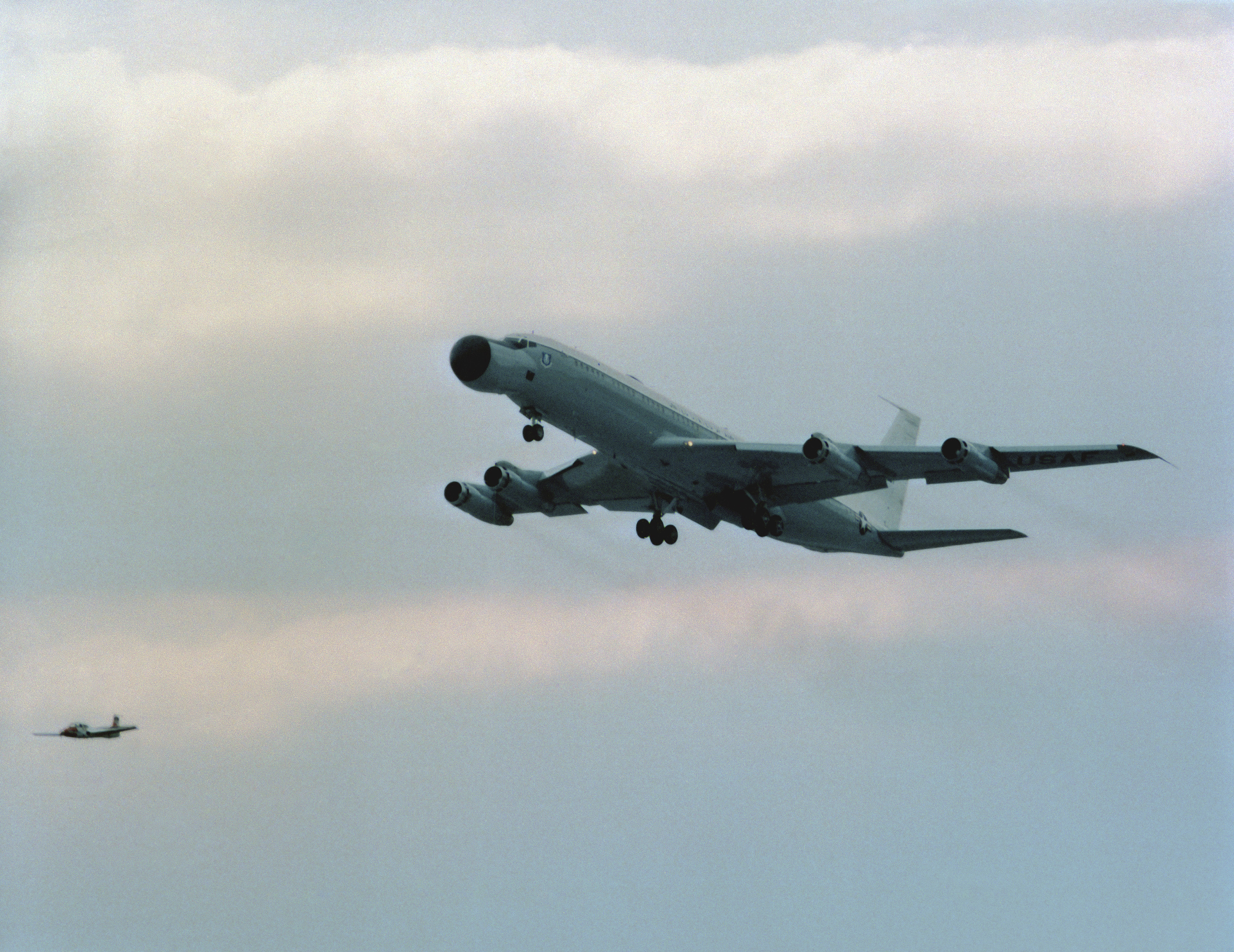
Un EC-18B Advanced Range Instrumentation Aircraft (ARIA) despega en su primer vuelo en la Wright-Patterson AFB, Ohio, tras su conversión desde un Boeing 707-320.

C-18 es la designación militar estadounidense para las conversiones de la serie 707-320B.
C-18A
Ocho 707-323C de segunda mano (ex American Airlines), comprados como entrenadores de tripulaciones para los EC-18B; cuatro fueron convertidos más tarde a EC-18C, dos a EC-18D, uno a C-18B; el restante no entró en servicio y se usó como fuente de repuestos.
C-18B
Un C-18A modificado con instrumentación y equipo para apoyar el Military Strategic and Tactical Relay System (MILSTAR).
EC-18B
Cuatro C-18A modificados, junto con ejemplares de C-135, para realizar misiones Advanced Range Instrumentation Aircraft (ARIA) en apoyo al programa espacial Apolo. La designación E-7 fue aplicada originalmente a Boeing 707 modificados antes de ser reemplazada por la designación EC-18.
EC-18C
Designación original para dos aviones prototipo J-STAR, más tarde redesignados E-8A.
EC-18D
Dos C-18A modificados como Cruise Missile Mission Control Aircraft (CMMCA).
TC-18E
Dos aviones 707-331 de segunda mano (ex Trans World Airlines) modificados para entrenamiento de pilotos y tripulación de E-3.
TC-18F
Dos 707-382 de segunda mano (ex TAP Portugal) modificados para entrenamiento de pilotos de E-6.

### C-137 Stratoliner

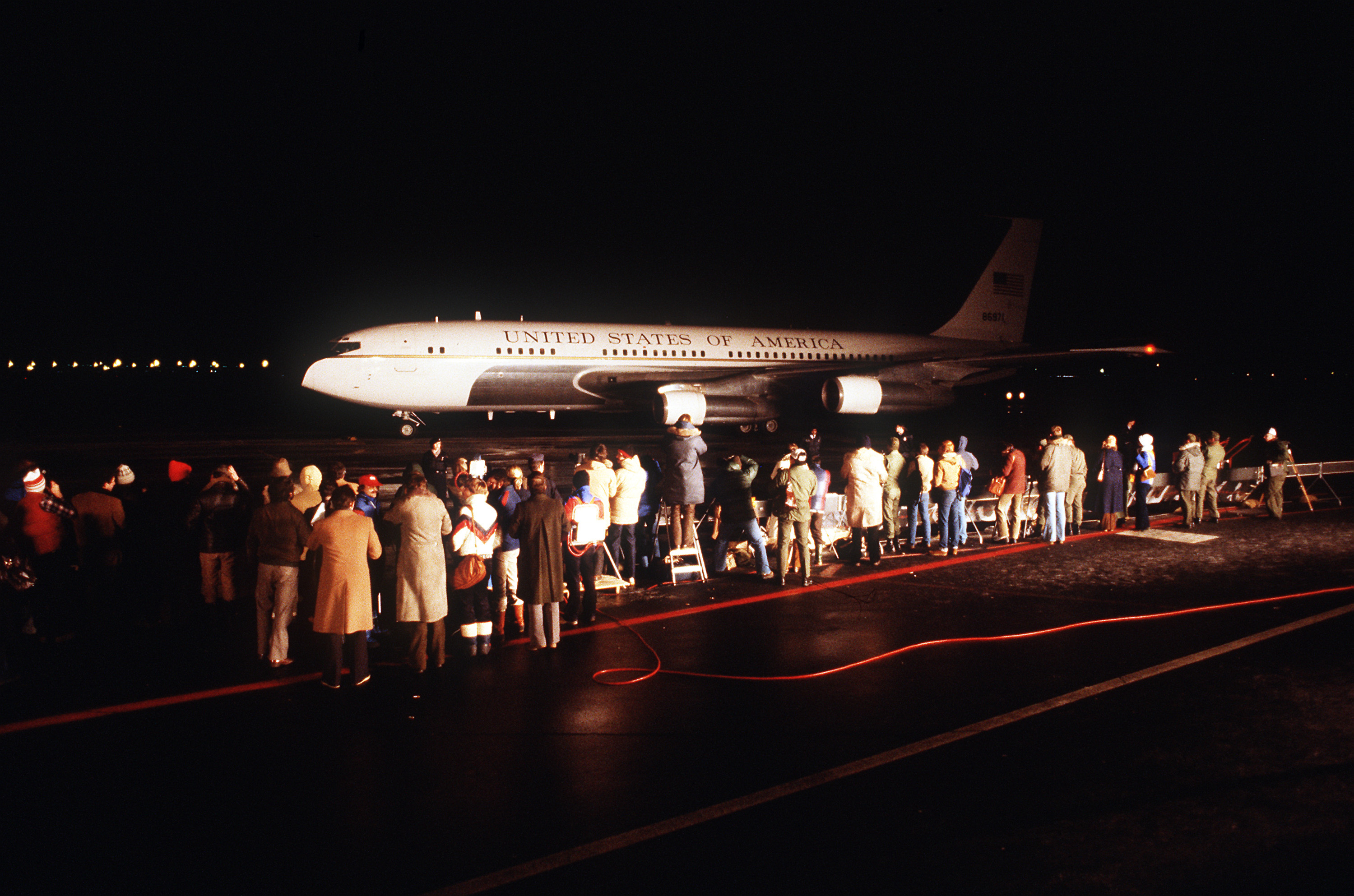
Espectadores observan uno de los dos aviones C-137B Stratoliner trayendo de regreso a rehenes liberados de Irán en 1981.

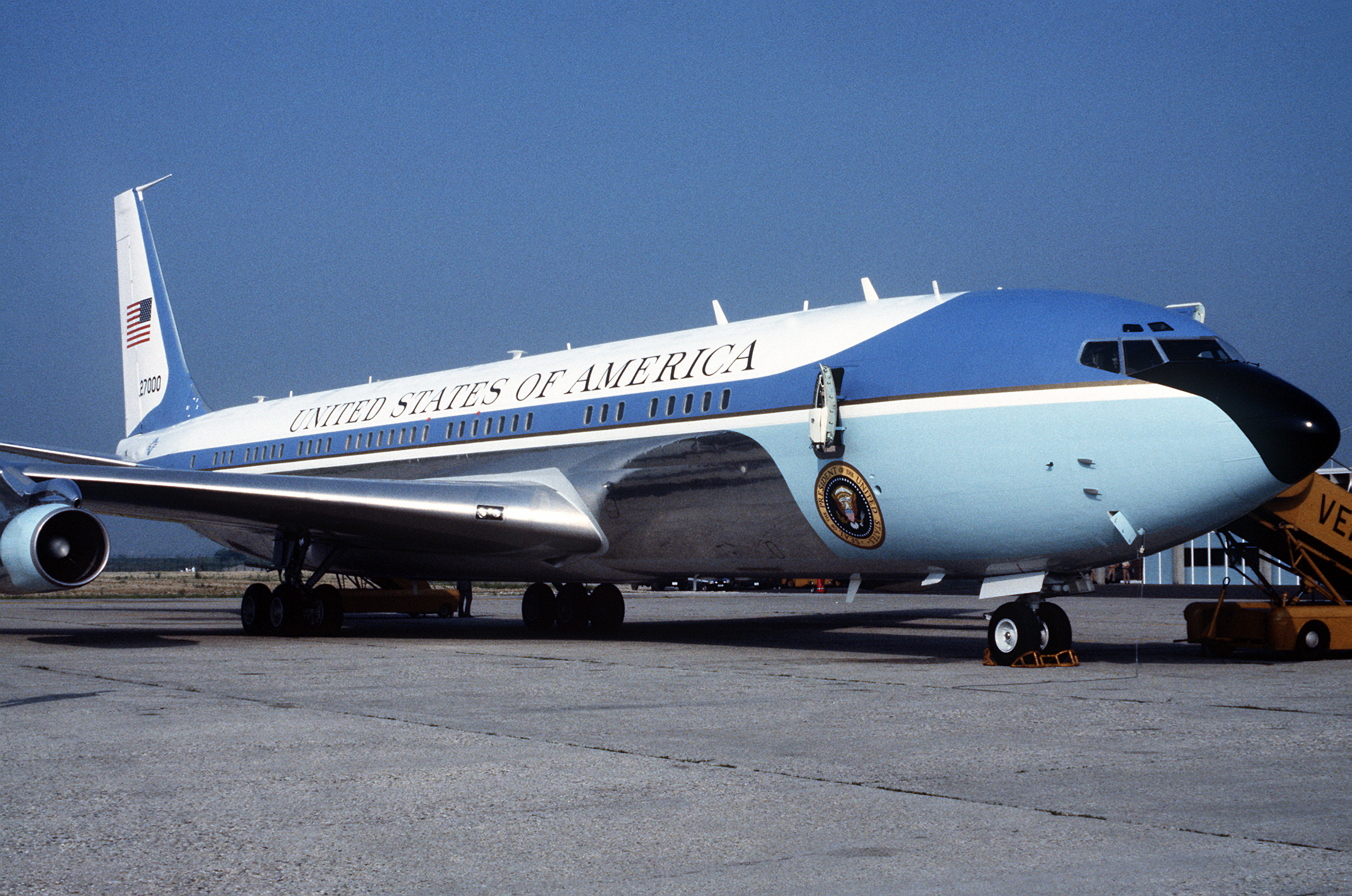
El VC-137C SAM 27000 (Air Force One) aparcado en el Aeropuerto de Venecia, Italia, en 1987.

La USAF compró una serie de aviones 707, designados bajo la familia C-137:
VC-137A
Tres 707-153 con interior VIP para 22 pasajeros y provisión de ser usados como puesto de mando aerotransportado, redesignados VC-137B.
VC-137B
Los tres VC-137A, remotorizados con cuatro motores Pratt & Whitney JT3D-3, operados por la 89th Military Airlift Wing, redesignados C-137B.
C-137B
Los tres VC-137B redesignados cuando abandonaron la tarea VIP.
VC-137C
Dos 707-353B fueron comprados por la USAF (uno en 1961 y otro en 1972) para servir como transporte presidencial con indicativos de llamada SAM 26000 y SAM 27000; más tarde redesignados C-137C.
C-137C
Los dos VC-137C fueron redesignados así cuando abandonaron el uso presidencial. Otros dos C-137C más fueron adquiridos por la USAF, un 707-396C (un avión incautado usado anteriormente para tráfico de armas, comprado en 1985), y un 707-382B comprado de segunda mano en 1987.
EC-137D
Dos aviones construidos como prototipos de Sistema de Control y Alerta Temprana. Más tarde remotorizados y redesignados E-3A. Un avión más 707-355C de segunda mano fue adquirido y configurado como puesto de mando de operaciones especiales aerotransportado.

### Otras variantes estadounidenses
Boeing E-3 Sentry
Avión de alerta temprana y control aerotransportado (AWACS) que proporciona vigilancia, mando, control y comunicaciones todotiempo, a los Estados Unidos, a la OTAN y a otras fuerzas de defensa aérea. Basado en el 707-320B, la producción finalizó en 1992 tras construirse 69 unidades.
Boeing E-6 Mercury
Una versión del 707-320, opera como puesto de mando aerotransportado y centro de comunicaciones, retransmitiendo instrucciones de la Autoridad de Mando Nacional. Su tarea como relé para la flota de submarinos de misiles balísticos, conocido como "Recarga y muévete" ("Take Charge and Move Out"), les dio el sufijo TACAMO. Actualmente sólo existe una versión del E-6, el E-6B. El E-6B es una versión actualizada del E-6A que ahora incluye un área de gestión de batalla para el USSTRATCOM Airborne Command Post.
Northrop Grumman E-8 Joint STARS
El E-8C Joint Surveillance Target Attack Radar System (Joint STARS) es una plataforma de gestión de batalla y mando y control (C2) aerotransportada de la USAF, que dirige la vigilancia terrestre para desarrollar un conocimiento de la situación enemiga y para apoyar a operaciones de ataque y designación de blancos que contribuyan al retraso, disrupción y destrucción de fuerzas enemigas.
CT-49A
Avión de Carga/Entrenamiento (TCA) de la OTAN, operado para apoyar el entrenamiento del E-3A AWACS y el transporte/carga para la OTAN (NAEW&CF), basado en el Boeing 707-320B.

### Otras variantes militares

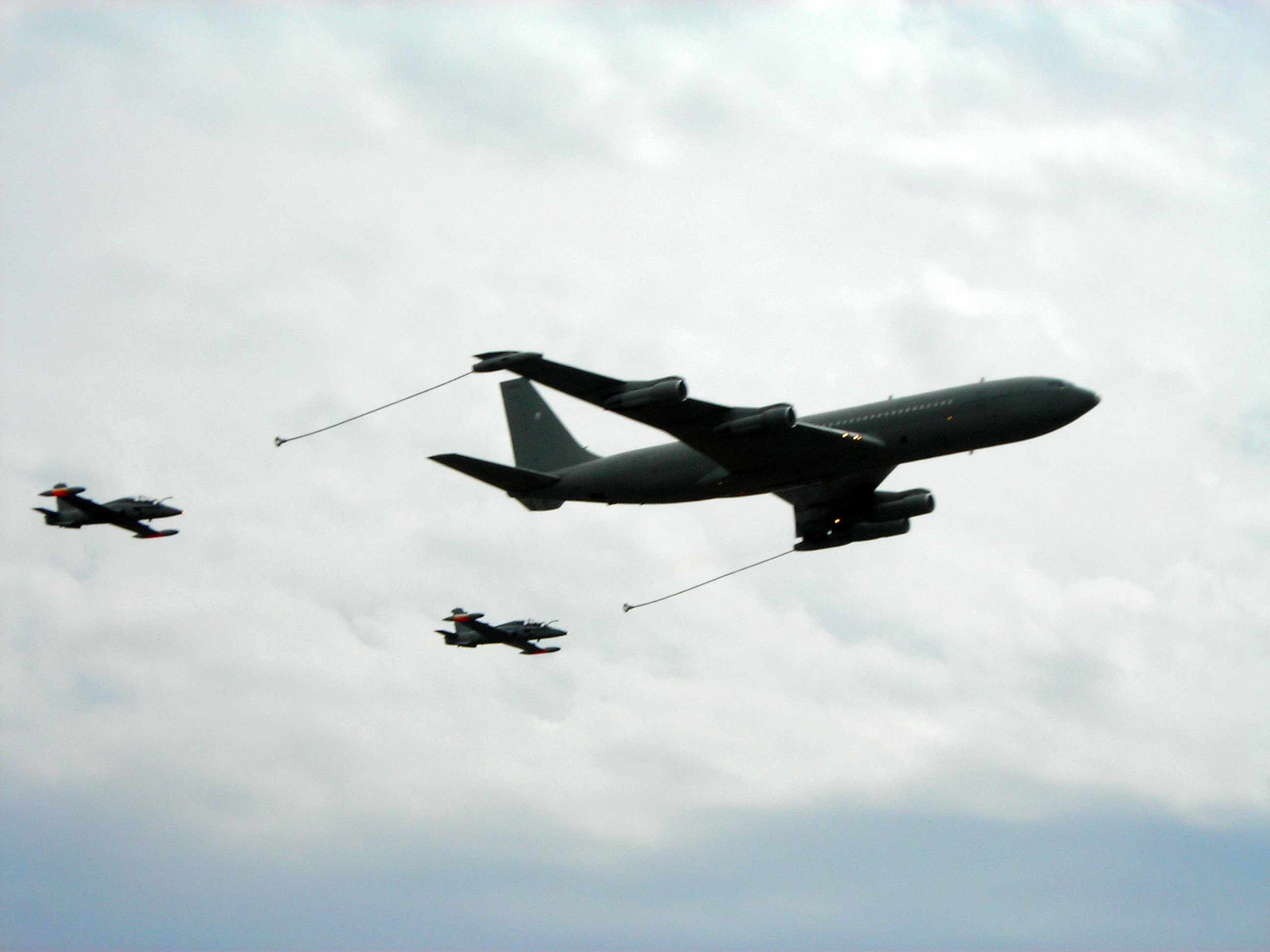
Un Boeing 707T/T de la Fuerza Aérea Italiana reposta dos MB-339 en una demostración.

CC-137 Husky
Designación de las Fuerzas Canadienses para el 707-347C. Se compraron cinco nuevos en 1970.
KC-137
Fuerza Aérea Brasileña.
707
La Fuerza Aérea de la República Islámica de Irán  opera 707 Cisternas y Transportes.
707 Re’em
La Fuerza Aérea Israelí opera un número no revelado (algunas fuentes sugieren 7 aparatos) de Boeing 707 convertidos con pértigas en el 120 ("Desert Giants") Squadron. La flota de Israel se compone de antiguos aviones civiles adaptados a usos militares como el reabastecimiento en vuelo de cazas y transportes. Capaces de llevar 20 depósitos extra de combustible en la modificación de reabastecimiento en vuelo, los Re’em pueden ser adaptados para transportar pasajeros así como carga del tipo equipo militar y municiones. Tras el estallido de la pandemia de COVID-19 en 2020, los aviones también fueron usados para transportar equipo médico.
707T/T
El 707 Tanker/Transport (Cisterna/Transporte). Italia compró y convirtió cuatro 707, dos en cisternas y dos en cargueros puros. Ningún cisterna 707 permanecía operativo el 3 de abril de 2008. También, Omega Aerial Refueling Services opera cisternas K707 para alquilar.
KE-3A
La Real Fuerza Aérea Saudí compró ocho células E-3 configuradas como cisternas de reabastecimiento en vuelo.
Condor
Avión Airborne Early Warning, Command and Control (AEWC&C) desarrollado en conjunción con Israel Aircraft Industries (IAI), usando un avión ex Lan Chile.

## Operadores
Brasil
- Fuerza Aérea Brasileña

 Estados Unidos
- Fuerza Aérea de los Estados Unidos

 Irán
- Fuerza Aérea de la República Islámica de Irán

## Especificaciones (VC-137C)

### Características generales
- Longitud: 46,6 m (152,9 ft)
- Envergadura: 44,4 m (145,7 ft)
- Altura: 12,9 m (42,4 ft)
- Superficie alar: 279,6 m² (3010 ft²)
- Peso vacío: 44 663 kg (98 437,3 lb)
- Peso cargado: 135 000 kg (297 540 lb)
- Peso máximo al despegue: 148 325 kg (326 908,3 lb)
- Planta motriz: 4× turbofan Pratt & Whitney TF-33-PW-102.
  - Empuje normal: 80 kN (8158 kgf; 17 985 lbf) de empuje cada uno.

### Rendimiento
- Velocidad nunca excedida (Vne): 1009 km/h (627 MPH; 545 kt)
- Velocidad crucero (Vc): 966 km/h (600 MPH; 522 kt)
- Alcance: 12 247 km (6613 nmi; 7610 mi)
- Techo de vuelo: 15 200 m (49 869 ft)
- Régimen de ascenso: 24,8 m/s (4888 ft/min)

## Aeronaves relacionadas

### Desarrollos relacionados
- VC-137C SAM 26000
- VC-137C SAM 27000
- Boeing 707
- C-135 Stratolifter
- KC-135 Stratotanker
- Boeing CC-137
- E-3 Sentry
- E-6 Mercury
- Northrop Grumman E-8 Joint STARS

### Aeronaves similares
- Convair 880
- Douglas DC-8

### Secuencias de designación
- Secuencia C-_ (Aviones de Carga del USAAC/USAAF/USAF, 1924-1962): ← C-134 - C-135/KC-135 - C-136 - C-137 - C-140 - C-141 - C-142
- Secuencia C-_ (Aviones de Carga estadounidenses, 1962-presente): ← C-14 - C-15 - C-17 - C-18 - C-19 - C-20A-D/F-H - C-21 →
- Secuencia E-_ (Aviones con instalación Electrónica especial estadounidenses, 1962-presente): ← E-4 - E-5 - E-6 - E-7 - E-8 - E-9 - E-10 →
- Secuencia T-_ (Entrenadores estadounidenses, 1948-presente): ← T-47 - T-48 (I) - T-48 (II) - CT-49 - T-50 - T-51 - T-52 →